# 1809 en arts plastiques
| Années des arts plastiques : 1806 - 1807 - 1808 - 1809 - 1810 - 1811 - 1812    |
| Décennies des arts plastiques : 1770 - 1780 - 1790 - 1800 - 1810 - 1820 - 1830 |

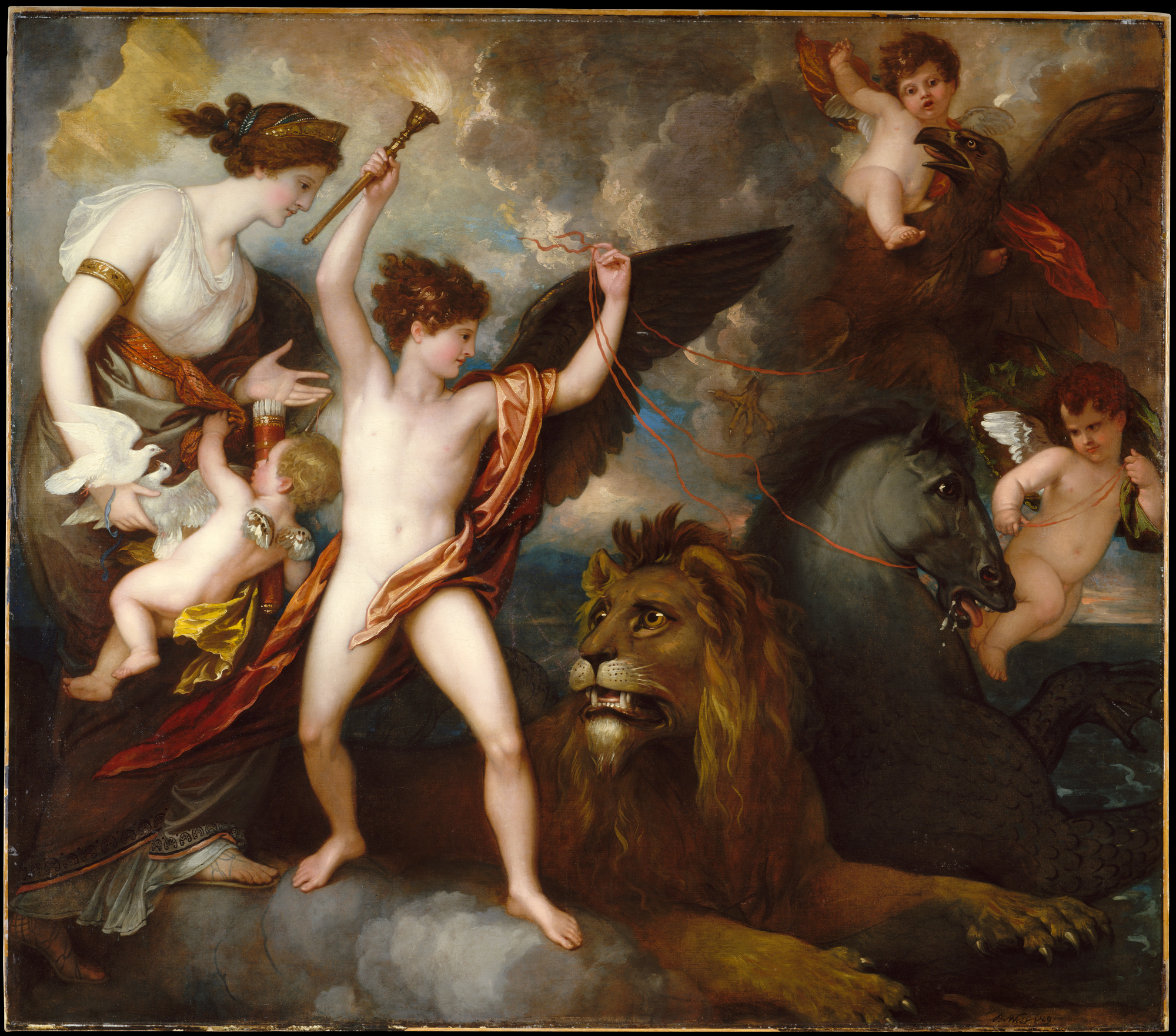
Omnia Vincit Amor, de Benjamin West.

Cette page concerne l'année 1809 en arts plastiques.

## Œuvres
- Jacob-Desmalter achève le Grand écrin de l'impératrice Joséphine (musée du Louvre).

## Naissances
- 12 janvier : Émile Loubon, peintre français († 3 mai 1863),
- 24 janvier : Émile-Victor-Amédée Biencourt, sculpteur français († 3 octobre 1843),
- 6 février : Karl Bodmer, peintre, illustrateur et photographe français d'origine suisse († 30 octobre 1893),
- 13 février : Victor Mottez, peintre français († 7 juin 1897),
- 24 mars : Édouard Traviès, peintre animalier et illustrateur français († 18 novembre 1876),
- 3 avril : Louis-Hector Allemand, peintre et graveur français († 13 septembre 1886),
- 11 avril : Jean-François-Martial Dergny, prêtre et peintre français († 18 juillet 1880),
- 18 avril : Gustave Morin, peintre français spécialiste de scènes de genre et d'histoire († 15 février 1886),
- 10 mai : Philippe-Auguste Jeanron, peintre, dessinateur, lithographe et écrivain français († 8 avril 1877),
- 31 mai : Emmanuel Lauret, peintre français († 10 juin 1882),
- 1er juillet : Auguste Leloir, peintre d'histoire et portraitiste français († 8 mars 1892),
- 29 août : Ramón Torres Méndez, peintre et graveur colombien († 16 décembre 1885),
- 4 septembre : Ludwig Lindenschmit père, préhistorien, peintre et dessinateur allemand († 14 février 1893),
- 21 septembre : Sophia Peabody, peintre et illustratrice américaine († 26 février 1871),
- 16 octobre : Ippolito Caffi, peintre italien († 20 juillet 1866),
- 9 novembre : Hippolyte Leymarie, peintre, graveur et illustrateur français († 22 décembre 1844),
- ? : Achille Pinelli, peintre italien († 5 septembre 1841).

## Décès
- 3 janvier : Henri-Pierre Danloux, peintre, dessinateur et graveur français (° 24 février 1753),
- 27 mars : Joseph-Marie Vien, peintre français (° 18 juin 1716),
- 1er septembre : Pierre-Joseph Lion, peintre liégeois (° 7 mai 1729),
- 11 novembre : Jean-Joseph Taillasson, peintre, dessinateur et critique d'art français (° 6 juillet 1745).
- ? :
  - Manuel Bayeu, peintre espagnol (° 1740),
  - Louis Michel Halbou, dessinateur et graveur français (° 1730).